# Un petit coin de paradis (film, 1957)
Pour les articles homonymes, voir Un petit coin de paradis (homonymie).
Pour les épisodes de séries télévisées, voir Happy Town#Épisodes et Saison 13 de Joséphine, ange gardien#Épisode 57 : Un petit coin de paradis.
Pour le livre d'Alain Minc, voir Alain Minc#Publications.
Pour plus de détails, voir Fiche technique et Distribution.
Un petit coin de paradis (titre original : Robinson soll nicht sterben) est un film allemand réalisé par Josef Von Baky et sorti en 1957.

## Synopsis
Londres, en 1730. Charly, Jim et Ben travaillent durement, avec la courageuse Maud, dans une filature de coton pour gagner quelques shillings. Ils rêvent tous de l'île merveilleuse racontée par Daniel Defoe. Ce dernier loge dans une chambre misérable. Il est en disgrâce et rejeté par son fils Tom, un vaurien qui reproche à son père d'avoir perdu sa position à la Cour...

## Fiche technique
- Titre français : Un petit coin de paradis
- Titre allemand : Robinson soll nicht sterben
- Réalisation : Josef Von Baky
- Scénario : Emil Burri, Johannes Simmel, d'après la pièce de Friedrich Forster
- Photographie : Günther Anders
- Musique : Georg Haentzschel
- Décors : Hein Heckroth
- Costumes : Charlotte Flemming
- Producteur : Lutz Hengst
- Société de production : Neue Deutsche Filmgesellschaft (NDF)
- Société de distribution : Société Nouvelle de Cinématographie (SNC)
- Pays de production :  Allemagne de l'Ouest
- Langue : Allemand
- Format : Couleur — 35 mm — 1,37:1 — Son : Mono
- Genre : Film dramatique
- Durée : 98 minutes (1 h 38)
- Dates de sortie : 
  - Allemagne de l'Ouest : 7 février 1957
  - France : 17 décembre 1958
- Affiche : Pierre Levé (France)

## Distribution
- Romy Schneider : Maud
- Horst Buchholz : Tom Defoe
- Erich Ponto : Daniel Defoe
- Magda Schneider : Mme Cantley
- Mathias Wieman : roi George II
- Gustav Knuth : Car Iton Heep
- Gert Fröbe : M. Gillis
- Rudolf Vogel : Herodes Pum
- Elisabeth Flickenschildt : Miss Hackett